# ラージクマール・ヒラーニ
ラージクマール・ヒラーニ（Rajkumar Hirani、1962年11月20日 - ）は、インドの映画監督。インド映画界で最も成功した映画製作者の一人と認識されている。代表作に『ムンナー兄貴、医者になる』『ムンナー兄貴、ガンディーと出会う』『きっと、うまくいく』『PK』『SANJU サンジュ』があり、彼が製作する作品は全て商業的・批評的な成功を収めている。国家映画賞を含むインド国内の映画賞を数多く受賞しており、メディアや観客からは彼の製作作品はヒンディー語映画の歴史上先駆的な作品だと認識されている。

## 生い立ち
ナーグプルのシンド人家庭に生まれる。ヒラーニの先祖はイギリス領インド帝国のシンド州ナウシャロー・フェローズ県メーラブプール出身である。父スレーシュ・ヒラーニはナーグプルでタイピング学校を運営しており、ヒラーニは聖フランシス・デ・セール高等学校で商法を学んだ。両親は息子が会計士になることを望んでいたが、ヒラーニは映画と劇場に関心を抱いていた。
大学時代にはヒンディー語劇場に参加し、スレーシュは息子の写真をムンバイの俳優学校に送付した。しかし、ヒラーニは不合格となり3日後にはナーグプルに戻ってきた。スレーシュはプネーのインド映画テレビ研究所に進学するように提案するが、演技コースは入学希望者が殺到して募集が終了しており、比較的希望者が少ない監督コースへの入学の可能性が残っていた。ヒラーニは編集者コースに進学し、奨学金を得て技術を学んだ。

## キャリア

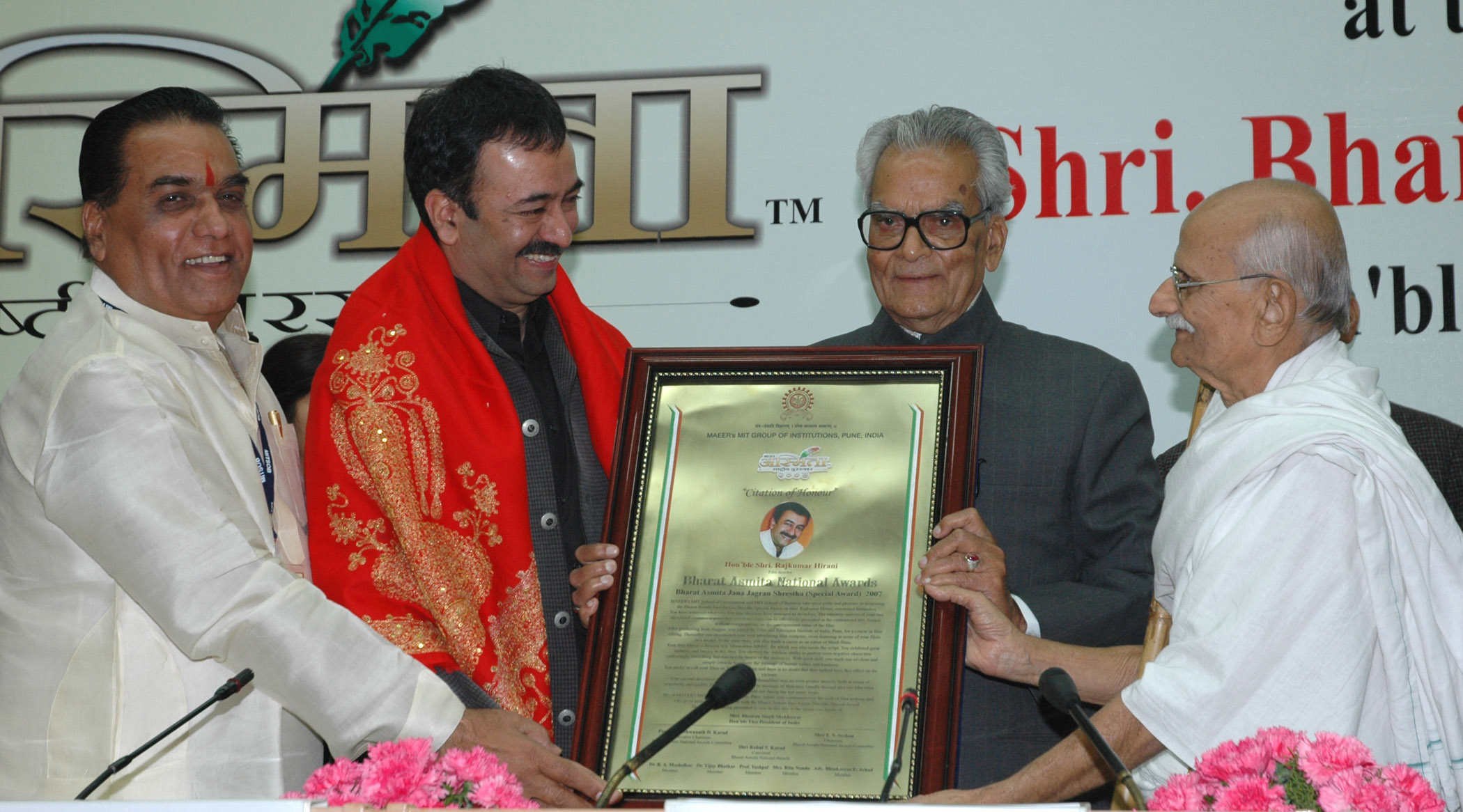
バーラト・アスミタ・ナショナル・アワードを受賞するラージクマール・ヒラーニ（左から2人目）

ヒラーニは長年編集技師として活動した。彼は業界での経験から広告業への転進を余儀なくされ、そこから徐々に広告映画の監督・プロデューサーとしての地位を確立していった。また、フェヴィコールの「数人の男性が象と共にフェヴィコールの看板を破ろうとして"Jor laga ke Haisha"と叫ぶ」というコマーシャルやOgilvyのキネティック・ルーラのコマーシャルでも知られている。
広告業界で成功したものの映画業界への憧れを抱き続け、ヴィドゥ・ヴィノード・チョープラーの下で映画業界での活動を始める。チョープラーが監督した『1942・愛の物語』の予告編やプロモーションを手掛け、『Kareeb』でもプロモーション編集を担当した。2000年公開の『アルターフ 復讐の名のもとに』で初めて編集技師として製作に参加した。
2003年公開の『ムンナー兄貴、医者になる』で監督デビューを果たし、主演にサンジャイ・ダットを迎えた同作は興行的に大きな成功を収めている。2006年公開の続編『ムンナー兄貴、ガンディーと出会う』では、サンジャイ・ダットが演じたムンナー・バーイーの影響で「ガンディギリ」という概念が普及するなど、インドの文化面に大きな影響を与えた。
2009年公開の『きっと、うまくいく』は批評家から絶賛され、アーミル・カーンを主演に迎えた同作は当時のインド映画の興行記録を始めとするあらゆる記録を塗り替えた。また、世界各国でリメイク版が製作されるなどインド国外でも高く評価された。
2014年公開の『PK』で再びアーミル・カーンを主演に迎え、当時のインド映画の記録を塗り替え、50億ルピー以上の興行収入を記録して当時のインド映画興行収入ランキング第1位となった。最終的な興行収入は70億ルピーを超え、海外興行収入も含めて1億ドル以上の興行収入を記録した。
2018年公開の『SANJU サンジュ』ではランビール・カプールを主演に迎えてサンジャイ・ダットの半生を描いた。ヒラーニはアビジャート・ジョーシーと共に脚本も執筆している。同年6月29日に公開され、批評家から高い評価を得たものの、一部からはサンジャイ・ダットをイメージクリーニングしており、事実に基づいていないと批判された。同作は2018年公開のインド映画興行収入ランキング第1位となり、インド映画史上最も高い興行成績を収めた映画の一つとなっている。

## フィルモグラフィー
- アルターフ 復讐の名のもとに（2000年） - 編集
- ムンナー兄貴、医者になる（2003年） - 監督、脚本、編集
- ムンナー兄貴、ガンディーと出会う（英語版）（2006年） - 監督、脚本、編集
- きっと、うまくいく（2009年） - 監督、脚本、編集
- フェラーリの運ぶ夢（英語版）（2012年） - 編集
- PK（2014年） - 監督、製作、脚本、編集
- Irudhi Suttru（2016年） - 製作
- SANJU サンジュ（2018年） - 監督、製作、脚本、編集
- Dunki（2023年） - 監督、製作、脚本、編集